# کیوسوکه تاگاوا
کیوسوکه تاگاوا (انگلیسی: Kyosuke Tagawa؛ زادهٔ ۱۱ فوریهٔ ۱۹۹۹) بازیکن فوتبال اهل ژاپن است.
از باشگاه‌هایی که در آن بازی کرده‌است می‌توان به باشگاه فوتبال ساگان توسو اشاره کرد.